# Bowens reaktionsserie

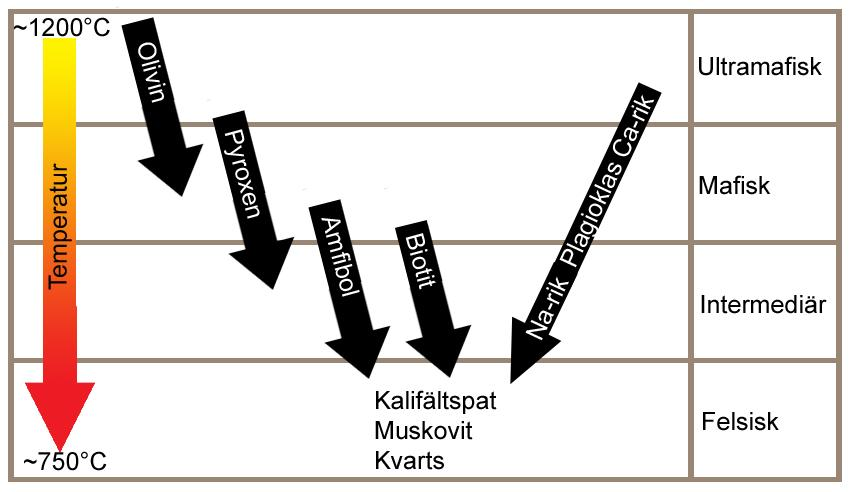
Bowens reaktionsserie. Olivin kristalliserar först, och kvarts sist i en avsvalnande magma.

Bowens reaktionsserie är ett diagram som beskriver kristallisationsföljden i en avsvalnande basaltisk magma för de vanliga bergartsbildande mineralen olivin, pyroxen, amfibol, biotit, plagioklas, muskovit, kalifältspat och kvarts.
Den kanadensiske petrologen Norman Levi Bowen, (1888-1956) som var verksam vid Carnegies geofysiska laboratorium i Washington D.C. presenterade 1928 resultaten av en serie experiment på smältor av magmatiska bergarter i The evolution of the igneous rocks. Dessa resultat benämns som Bowens reaktionsserie (se figur intill). 
Efterhand som avsvalningen fortgår blir silikatmineralerna rikare på SiO2 och mer komplexa: olivin är ett neosilikat, pyroxen ett enkelkedjesilikat, amfibol är ett dubbelkedjesilikat, biotit ett skiktsilikat och kalifältspat ett tektosilikat. Olivin och kalciumrik plagioklas börjar kristallisera när smältan når en temperatur på 1 400 °C. När temperaturen understiger 1 200 °C slutar olivin att vara stabilt, och pyroxen börjar bildas istället. För plagioklas övergår den kemiska sammansättningen från att innehålla kalcium och aluminium (CaAl2Si2O8) till att innehålla natrium och kisel, (NaAlSi3O8) denna övergång sker kontinuerligt, och kan fortgå tills ämnena som behövs för bildningen är slut i smältan, eller denna stelnat.
Olivin är det mineral i serien som lättast vittrar när det förekommer på markytan. Detta beror på att det är längst från sin bildningsmiljö, där det är stabilt. Vittringen av mineralen kan beskrivas med Goldichs vittringsserie, som är inversen av Bowens reaktionsserie.